# Ivan Napotnik
Ivan Napotnik, slovenski kipar, * 12. december 1888, Zavodnje, † 19. junij 1960, Šoštanj.

## Življenje in delo
Študiral je kiparstvo na Umetno-obrtni šoli v Ljubljani (pri A. Repiču), risanje pri C. Misu na realki v Ljubljani in kiparstvo na akademiji na Dunaju kjer je 1915 končal specialko in bil še istega leta vpoklican k vojakom. Po končani vojni je sprva živel kot kmet in kipar v rojstnem kraju, nato pa se je preselil v Šoštanj, kjer so tri leta po njegovi smrti odprli njegovo stalno galerijo.
Napotnik je ustvarjal v kamnu, bronu, mavcu in predvsem v lesu. V zgodnji dobi je izdeloval dekorativno plastiko za arhitekturo in notranjo opremo, nato se je občasno ukvarjal z arhitekturnim, spomeniškim in nagrobnim kiparstvom. Slogovno je izhajal iz baročne kiparske tradicije, ki so se mu pridružile secesijske značilnosti. Najštevilnejši Napotnikovi kipi so ženske figure.